# Reprezentacja Białorusi w koszykówce mężczyzn
Reprezentacja Białorusi w koszykówce mężczyzn – drużyna, która reprezentuje Białoruś w koszykówce mężczyzn. Za jej funkcjonowanie odpowiedzialny jest Białoruski Związek Koszykówki (BBF). Nigdy nie udało jej się zakwalifikować do Mistrzostw Europy, Mistrzostw Świata, czy Igrzysk Olimpijskich. Obecnie występuje w Dywizji B Mistrzostw Europy.